# Lejonriska
Lejonriska (Lactarius leonis) är en svampart som tillhör divisionen basidiesvampar, och som beskrevs av Kytöv. Lejonriska ingår i släktet riskor, och familjen kremlor och riskor. Arten är reproducerande i Sverige.

## Bildgalleri